# Teesside Gasport
Teesside Gasport – інфраструктурний об’єкт для прийому зрідженого природного газу (ЗПГ), що існував на східному узбережжі Англії.
В середині 2000-х років почала втілюватись у життя технологія терміналів ЗПГ із використанням плавучих установок зі зберігання та регазифікації.  При цьому перші такі термінали – американські Gulf Gateway, Northeast Gateway та британський Teesside Gasport – створили як доповнення до потужних газотранспортних систем, що могли самостійно впоратись із зберіганням регазифікованого ресурсу. Як наслідок, ці об’єкти не потребували постійної присутності певної установки, а приймали різні судна, які доправляли ЗПГ та в оперативному режимі провадили регазифікацію свого вантажу.
Британський термінал, номінальну потужність якого визначили на рівні 16,9 млн м3 на добу, розмістили у порту Тиссайд, що знаходиться поблизу Мідлсбро в усті річки Тис. Причал для швартовки плавучої установки отримали шляхом модифікації споруди, яка відносилась до комплексу закритого нафтопереробного заводу компанії Shell. Тут також розмістили пункт зниження тиску з 10 МПа (під таким тиском блакитне паливо надходить з установки) до 5 – 7,5 МПа (тиск, з яким природний газ транспортується до споживачів).
Для видачі регазифікованої продукції проклали перемичку завдовжки 6,5 км з діаметром 600 мм, що досягає газопереробного заводу Тиссайд (працює з продукцією родовищ Північного моря), де під’єднується до Національної газотранспортної системи. Перехід газопроводу під річкою Тис довжиною 1 км виконали методом спрямованого горизонтального буріння.
Оскільки деякі споживачі у Великобританії потребують природний газ із специфічною калорійністю, до терміналу Teesside Gasport проклали трубопровід довжиною 3,2 км та діаметром 200 мм від кислородного заводу компанії BOC. По ньому можливі поставки азоту, додавання якого у блакитне паливо дозволяє отримувати продукцію відповідної специфікації.
У лютому 2019-го плавуча установка «Excelsior» прийняла вантаж ЗПГ з газовозу «Excalibur» біля Оркнейських островів та прибула до Teesside Gasport, що започаткувало роботу терміналу. Втім, попит на послуги об’єкту виявився незначним і він міг простоювати тривалий час, як це було з квітня 2009-го до кінця грудня 2010-го. У підсумку в 2015-му Teesside Gasport закрили.
В березні 2022-го на тлі необхідності заміщення російського природного газу ресурсом з інших джерел компанія Trafigura повідомила, що розглядає можливість реактивації терміналу, втім, наразі це не призвело до якихось рішень.